# BLC1
El BLC1 (de l'anglès BreakthroughListen Candidate 1) és un senyal de ràdio candidata del programa SETI de cerca d'intel·ligència extraterrestre. La notícia sobre la recepció d'aquest senyal va anunciar-se el desembre de l'any 2020; el senyal provindria, aparentment, de l'estrella Proxima Centauri i va ser emès a una freqüència de 982,002 MHz amb un desplaçament cap al blau consistent amb l'efecte Doppler com a conseqüència del moviment de l'exoplaneta Proxima B, que pertany al sistema de Proxima Centauri.
El senyal va ser detectat durant 3 hores en el context d'una observació de la Iniciativa Breakthrough, a l'Observatori Parkes d'Austràlia, entre l'abril i el maig del 2019. El senyal no ha pogut ser detectat novament, un pas considerat necessari per a confirmar l'origen no-terrestre del senyal.